# Aghora
Aghora é uma banda estadunidense de metal progressivo criada em 1995. Seu primeiro álbum foi auto-intitulado, levou cerca de um mês para ser gravado e teve a participação de Sean Malone e Sean Reinert, do Cynic.

## Integrantes
Atual
- Santiago Dobles – guitarra (1995–atualmente)
- Alan Goldstein – baixo (2001–2002, 2006–atualmente)
- Matt Thompson – bateria (2008–atualmente)
- Diana Serra – vocais (2006–2010, 2011-atualmente)

Ex-integrantes
- Max Dible – guitarra (1995–1997)
- Chris Penny – bateria (1995–1997)
- Andy Deluca – baixo (1995–1999, 2004–2005)
- Sean Reinert – bateria (1997–2000)
- Charlie Ekendahl – guitarra (1997–2002)
- Danishta Rivero – vocais (1997–2005)
- Sean Malone – baixo (1999–2000)
- Richard Komatz – bateria (2001–2002)
- Ian Hayes – bateria (2004–2005)
- Giann Rubio – bateria (2006–2007)
- Alex Meade - guitarra (2005–2006)

## Discografia
Álbuns de estúdio
- Aghora (2000)
- Formless (2006)

Coletâneas
- Transitions (2006, contém demos que deram origem ao álbum de estreia do grupo)